# Anton Alexandrowitsch Utkin

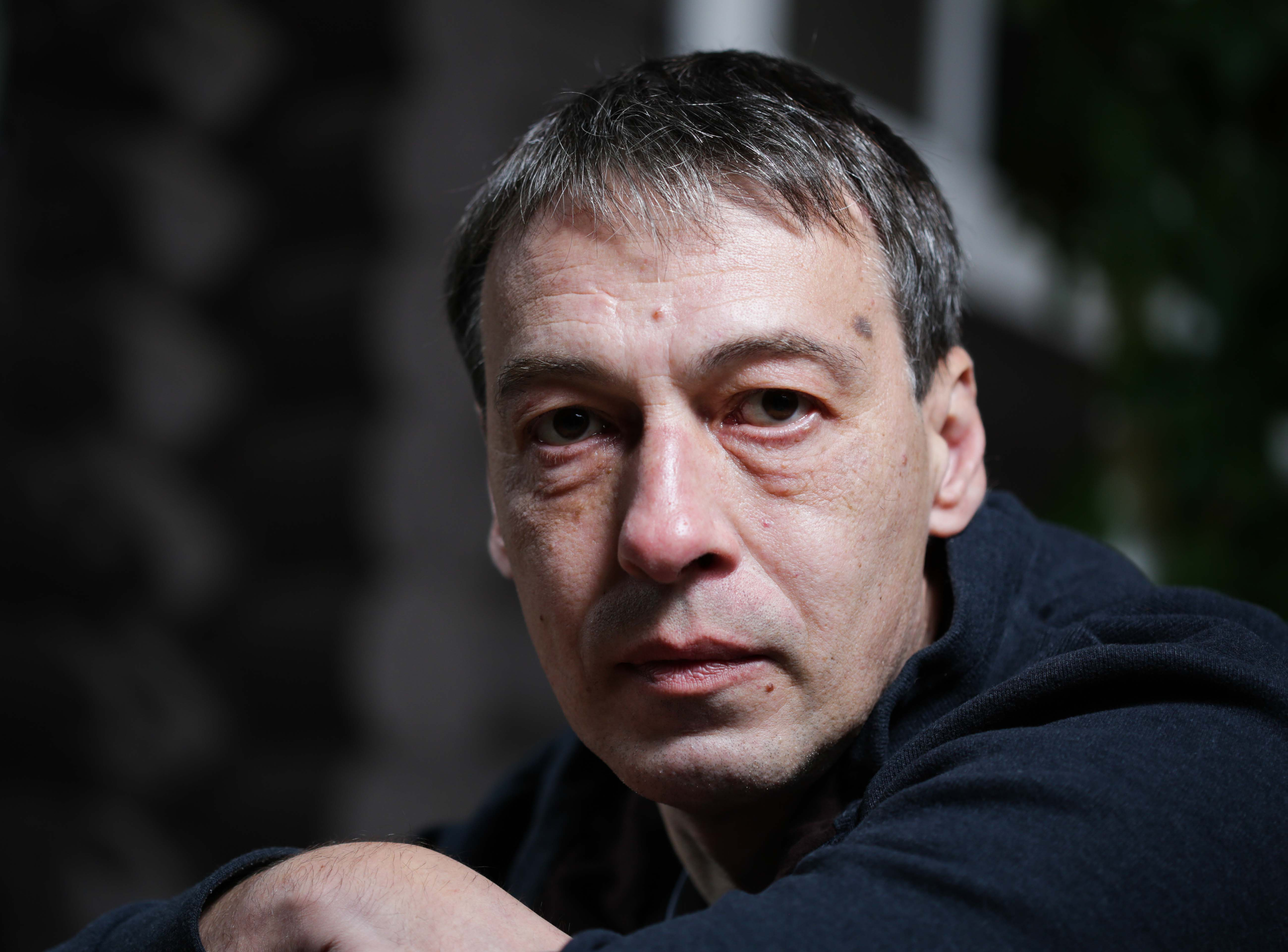
Anton Utkin

Anton Alexandrowitsch Utkin (russisch Антон Александрович Уткин, wiss. Transliteration Anton Alexandrovič Utkin; * 24. März 1967 in Moskau) ist ein russischer Schriftsteller.

## Leben
Utkin studierte Russische Geschichte an der Lomonossow-Universität Moskau. Nach dem Abschluss studierte er Dramaturgie und Regie an der Russischen Akademie für Theaterkunst. Im 1996 wurde Utkin einem größeren Leserkreis bekannt, als der Roman Chorowod (Хоровод-„Ringelreihen“) in der Zeitschrift Nowy Mir erscheint. Dieser Roman erzählt über das Leben und die Abenteuer junger Adeliger im 19. Jahrhundert. Er erschien 1996 und war in der Shortlist des russischen Booker-Preises.
Zudem wurde das Manuskript Autodidakten im Jahr 1998 veröffentlicht, dieser Roman wurde im selben Jahr in Deutsch übersetzt. Von der russischen Literaturkritik wird dieser Roman als Quintessenz der geistigen Situation der russischen Gesellschaft der Jahrtausendwende bezeichnet und Utkin selbst als einer der begabtesten Autoren der jüngeren Generation gelobt. 2004 bekam Anton Utkin den Preis für bedeutende Debütwerke der russischen Literatur „Jasnaja Poljana“, benannt nach der Gedenkstätte für Lew Tolstoi und verliehen vom Urenkel des Dichters. die Literaturkritiker Regina Károlyi sagte über dieses Buch: "Ein bemerkenswerter Roman, der mit scheinbarer Leichtigkeit das Russland nach der Perestroika beschreibt und manche Untiefen der menschlichen Natur auslotet".
Seine Bücher und Erzählungen sind gegenwärtig in Deutsch, Chinesisch, Französisch und Serbokroatisch übersetzt. Es gibt zwei Verfilmungen seiner Essay: Weggenosse von Feigen 2003 (Попутчики инжира), und "Südkalender" (Южный календарь), 2010. Als Regie drehte er fünf Doku-Filmen. Die Filmen "Umwelt" (Окружающий мир) 2011 und "Jito" 2012 (жито – "das Korn") haben die ersten Preisen des russischen Filmfests "Salz der Erde" gewonnen.

## Werke
- Horovod (1991–1995) : Moskau, Novyj mir, 1996, № 9–11; Moscou, Grant, 1998, ISBN 5-89135-050-5; Paris, Gallimard, 2001, ISBN 2-07-075545-2; éditions AST-Astrel, Moscou, 2010; Pekin, Beijing Daxue Chubanshe, 2016, ISBN 978-7-301-26217-7.
- Samoučki (1997–1998) Moskau, Novyj mir, 1998, № 12; Moscou, Grant, 1999; Vienne, Pereprava, 2002, ISBN 978-3950176902; Moscou, AST-Astrel, 2010, ISBN 978-5-17-069098-5; Pekin, Beijing Daxue Chubanshe, 2016, ISBN 978-7-301-26222-1.
- Krepostʹ somneniâ (2000–2006), Moskau, AST-Astrel, 2010, ISBN 978-5-17-063232-9.
- Doroga v snegopad (2008–2010), Moskau, AST-Astrel, 2011, ISBN 978-5-17-075478-6.
- Tridevâtʹ zemelʹ (2012–2016) wurde in der Online-Bibliothek veröffentlicht.